# Cardiocephalus
Il cardiocefalo (gen. Cardiocephalus) è un anfibio estinto, appartenente ai microsauri. Visse nel Permiano inferiore (circa 277 - 275 milioni di anni fa) e i suoi resti fossili sono stati ritrovati in Nordamerica (Texas, Oklahoma).

## Descrizione
Il corpo di questo animale era allungato e sottile, e conteneva più di trenta vertebre presacrali. Le zampe erano particolarmente corte e deboli. Il cranio era compatto, dotato di denti marginali conici e di grandi dimensioni, le cui punte erano appiattite lateralmente. Cardiocephalus era di piccole dimensioni, e non superava i 20 centimetri di lunghezza. Sono note due specie, distinte principalmente per le dimensioni e la forma del cranio: la specie tipo, C. sternbergi, era dotata di orbite piccole e di un cranio più piccolo, e l'articolazione della mandibola era posizionata relativamente in avanti. C. peabodyi, invece, era solitamente più grande, con orbite più grandi e un cranio più grande. In entrambe e specie erano presenti file di denti sulle ossa del palato.

## Classificazione
Cardiocephalus sternbergi venne descritto per la prima volta nel 1904 da Broili, sulla base di fossili ritrovati in Texas, nella formazione Arroyo. Successivamente, nel 1910, dagli stessi terreni venne descritto un altro anfibio, Gymnarthrus willoughbyi, da E. C. Case. Questa specie venne in seguito considerata identica alla prima specie. Nel 1978 Carroll e Gaskill, nel loro lavoro riguardante i microsauri, descrissero la specie C. peabodyi proveniente dal Permiano inferiore di Richards Spurs, in Oklahoma.
Cardiocephalus è un piccolo rappresentante dei gimnartridi, un gruppo di anfibi microsauri dalle abitudini acquatiche e caratterizzati da zampe piccole, corpi allungati e crani dotati di una sola fila di denti conici marginali. Affini a Cardiocephalus erano Euryodus e Sparodus.